# Beauty & Crime
Beauty & Crime è il settimo album discografico in studio della cantautrice statunitense Suzanne Vega, pubblicato nel 2007. Si tratta dell'unica produzione effettuata per la Blue Note. Nel febbraio 2008 l'album ha vinto un Grammy nella categoria "Best Engineered Album, Non-Classical".

## Tracce
Tutte le tracce sono composte da Suzanne Vega, tranne ove indicato.
1. Zephyr & I – 3:10
2. Ludlow Street – 3:16
3. New York Is a Woman – 2:54
4. Pornographer's Dream – 3:23
5. Frank & Ava – 2:38
6. Edith Wharton's Figurines – 2:23
7. Bound – 4:43
8. Unbound – 3:34
9. As You Are Now – 2:20
10. Angel's Doorway – 2:55
11. Anniversary – 2:57
12. Obvious Question (Bonus track) – 1:50